# سيلفا (لاعب كرة قدم برازيلي)
سيلفا هو لاعب كرة قدم برازيلي في مركز الوسط، ولد في 6 أغسطس 1984 في تريس كاراكوس في البرازيل. لعب مع أتليتيكو كلوب دي برتغال ونادي إيكاسا ونادي بوا إيسبورت ونادي فاسكو دا غاما ونادي فيتوريا سيتوبال.

## وصلات خارجية
- سيلفا (لاعب كرة قدم برازيلي) على موقع قاعدة بيانات كرة القدم.إي يو (الإنجليزية)